# Чжу Да
Чжу Да (朱耷, 1626 —1705) — китайський художник, каліграф часів династії Цін.

## Життєпис
Народився у 1626 році у м. Наньчан. Походив з імператорської родини Чжу (правила Китаєм під ім'ям династія Мін). Був нащадком князя Чжу Цюаня. Почав малювати і писати вірші в ранньому дитинстві.
Після захоплення у 1644 році Пекіна маньчжурами й падінням династії Мін, Чжу Да пішов до буддійського монастиря. Після 40 років самітництва художник залишив монастир і повернувся до звичайного життя. Перед тим у 1678 році у нього був психічний зрив, він кілька років ні з ким не розмовляв. Він почав кар'єру живописця під різними творчими псевдонімами, найвідомішим з яких став «Горець восьми великих достоїнств». Тоді ж одружився. Після цього займався лише створенням картин. Помер у 1709 році.

## Творчість
Історики живопису вважають Чжу Да провідним майстром початку правління династії Цін, справивши великий вплив на наступних художників. Він працював у стилі «квіти і птахи». Його картини відрізняє особливий різкий мазок, який пояснюється тим, що він тримав пензель особливим чином. Безпосередньо пензель мав дуже тонке перо. Стиль Чжу Да отримав назву гаокуань. Зображення птахів та квітів імпульсивне, іноді можна лише за формою або контуром зрозуміти, що зображено. Найбільш відомими є картини: «Павичі», «Самотня фігура птаха», «Качка», «Кішка й камінь», «Квітка на річці», «Риба та качка», «Два птахи», «Лотос й птахи».
У 1930-х роках Чжан Дачань спробував наслідувати йому і виготовив кілька копій, але знавці відразу їх опізнали, саме завдяки виняткового прямому і різкого мазку художника.
Його роботи зберігаються в багатьох музеях. Найвідомішим приватним колекціонером був учений з Єльського університету Ван Фанью. У 2011 році його картину продано за 12,3 млн доларів.